# 六勝寺

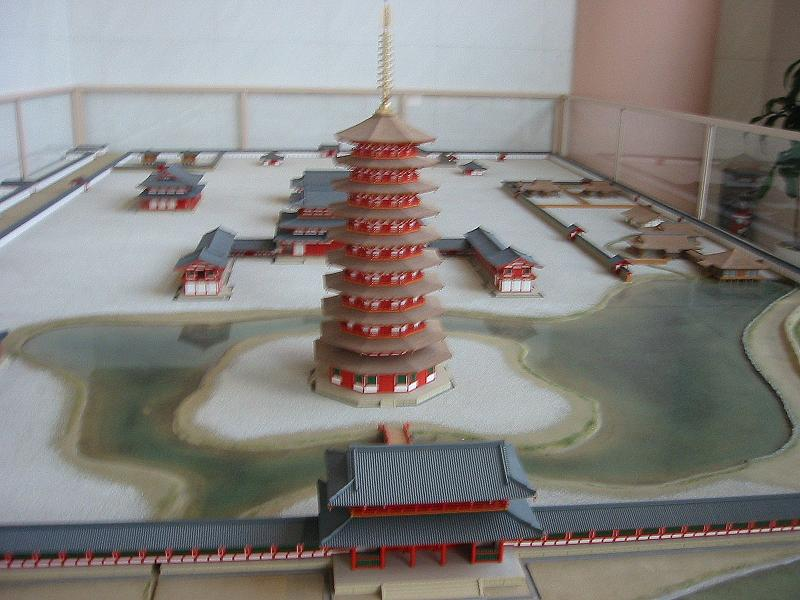
法勝寺模型

六勝寺（ろくしょうじ、りくしょうじ）是平安時代後期至室町時代，位在平安京的洛外白河，寺號有「勝」字的六座御願寺。

## 概要
作為白河天皇院政的中樞，曾繁盛一時，但是，因後世的維持管理停滯，在應仁之亂以降廢絕。現在殘存石碑、町名等，但是，寺域、伽藍配置等大多不明，發掘調査及復元作業仍在進行中。

## 法勝寺
法勝寺（ほっしょうじ）：白河天皇御願，左大臣藤原師實寄進，承曆元年（1077年）落慶供養。鴨東白河之地最初創建的御願寺，之後作為六勝寺的首要寺院，擁有最大的規模。南庭聳立高80公尺的巨大八角九重塔，向東海道顯示京都的權勢。但是，和其他寺院同樣，因相次的災害和院政的衰微，在應仁之亂以後廢絕。一般認為現在京都市動物園大概相當於伽藍的南半部。

## 尊勝寺
尊勝寺（そんしょうじ）：堀河天皇御願，康和4年（1102年）落慶供養。

## 最勝寺
最勝寺（さいしょうじ）：鳥羽天皇御願，元永元年（1118年）落慶供養。推定是現在的岡崎運動場西側至京都會館之間，方一町（120m四方）規模的寺院。

## 圓勝寺
圓勝寺（えんしょうじ）：鳥羽天皇中宮待賢門院藤原璋子御願，大治3年（1128年）落慶供養。六勝寺中唯一的女院御願寺。推定境内規模在方一町或以上，位在現在的京都市美術館。

## 成勝寺
成勝寺（じょうしょうじ）：崇德天皇御願，保延5年（1139年）落慶供養。推定地大概在京都市勸業館的敷地。

## 延勝寺
延勝寺（えんしょうじ）：近衛天皇御願，久安5年（1149年）落慶供養。推定是現在的京都市勸業館敷地西端至東大路通西端付近，東西二町、南北一町的規模。

## 脚注
1. 1 2 3 4 5 6 7 8 9 10 11 12 13  第234回 京都市考古資料館講座 -シリーズ『清盛の時代』第2回- 白河・六勝寺 (財)京都市埋蔵文化財研究所 梶川敏夫

## 關連項目
- 院政
- 勅願寺

## 外部連結
- 京都市情報館 （页面存档备份，存于）